# Julio Andrade
Julio Andrade, detto Julie (... – 31 luglio 2019), è stato un cestista panamense.

## Carriera
Con Panama ha disputato i Campionati mondiali del 1970.